# Ключи (Куйтунский район)
Ключи — село в Куйтунском районе Иркутской области России. Входит в состав Андрюшинского муниципального образования.

## География
Находится примерно в 7 км к северо-востоку от районного центра.

## История
Первые поселенцы приехали в 1906 году из Белоруссии, Украины. Место выбрали между четырех рек. Название дали сами- Ключи. Первое время жили в шалашах. Сами корчевали лес для разработки пашень, стали строить дома ( первый был построен в 1906 году). Прокладывали дорогу до Куйтуна. Стали заниматься животноводством - для выпаса лошадей, коров, овец были прекрасные условия. Семьи были большие, да и детей рождалось по 8-10 в каждой семье. Благодаря труду, с годами село превратилось в зажиточное: в домовладениях имелся и скот и 
наемные работники. 
В 1914 году открылась школа. В 1931 провели радио.  В 1937 году провели первое электричество. 
В 1938 году была построена ферма. 
В послевоенные годы построили свиноферму, пилораму, новые дома, детский садик.

## Население
| 2002 | 2010 | 2011 | 2012 |
| ---- | ---- | ---- | ---- |
| 239  | ↘208 | ↘207 | ↘184 |

По данным Всероссийской переписи, в 2010 году в селе проживало 208 человек (111 мужчин и 97 женщин).